# (1159) Granada
(1159) Granada ist ein Asteroid des Hauptgürtels, der am 2. September 1929 vom deutschen Astronomen Karl Wilhelm Reinmuth in Heidelberg entdeckt wurde. 
Der Asteroid ist nach der spanischen Stadt Granada benannt.